# 中村安直
中村 安直（なかむら やすなお）は、戦国時代から江戸時代初期の武将。武田家旗本より徳川家旗本になる。八王子千人同心9人の千人頭の一家となる。

## 略歴
最初は武田氏に仕え、天正10年（1582年）武田氏没落後は早期に徳川家康に仕え、甲州九口之道筋奉行に命じられる。天正12年（1584年）小牧・長久手の戦いに従軍。天正18年（1590年）徳川氏が関東に移ると、北条氏照の残党に備えて八王子に移り、八王子千人同心9人の千人頭の一家となる。

## 系譜
甲斐板垣氏族の中村氏は、甲斐国八代郡中村庄から興った甲斐武田氏族で、板垣兼信を祖とする。兼信の二男が板垣頼重（六郎）であり、板垣頼重の四男、板垣長兼（八郎）が氏を武田に復して武田長兼（大蔵允）と称した。武田長兼の子武田信貞(板垣信定)は南北朝期、八代郡中村庄を領し、信貞の子、兼邦の代に中村氏を称した。この庶流と見られる。

## その他
観音寺(東京都八王子市万町125-1)の山門は、八王子千人同心千人頭中村左京の屋敷門を移築したもの。